# Defqon.1

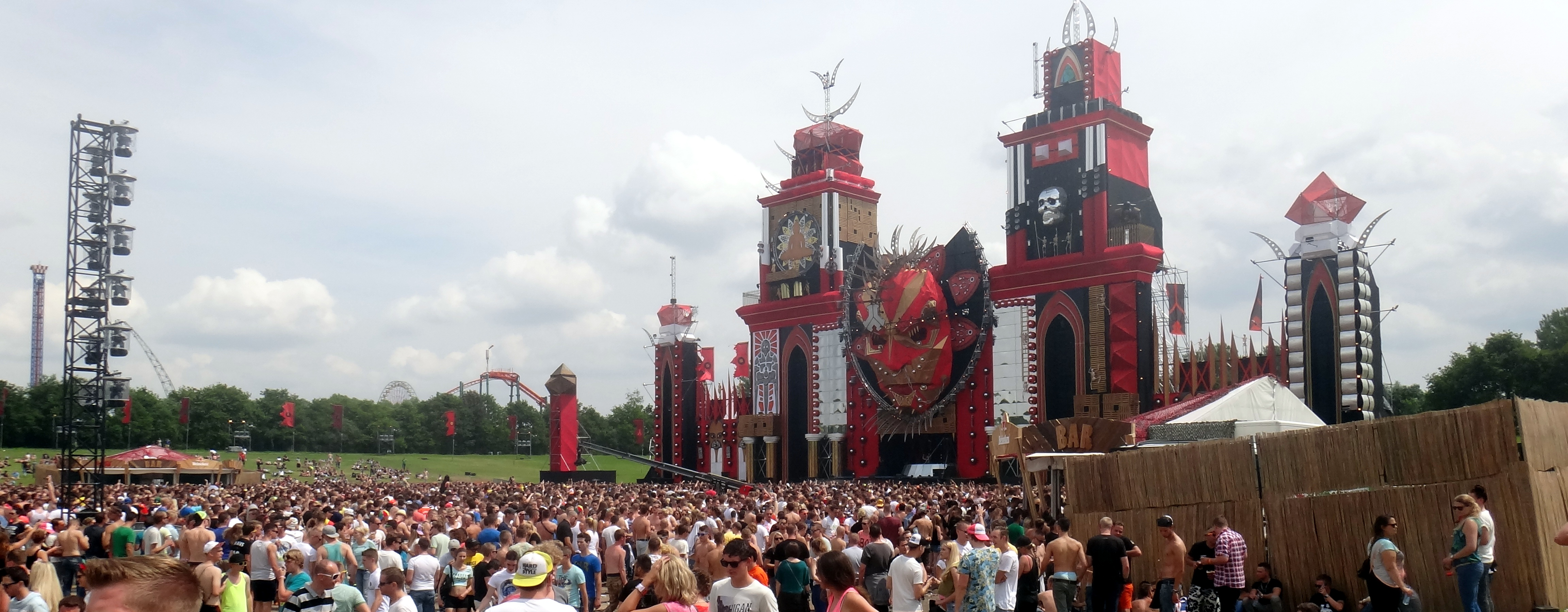
Den stora scenen Red stage vid Defqon.1 2014. Totalt fanns det 14 scener med artister som spelade parallellt.

Defqon.1 är en årlig musikfestival i Nederländerna. Den blev även tidigare arrangerad i Australien och Chile. Den grundades 2003 av festivalarrangören Q-Dance. På festivalen spelas mestadels hardstyle, samt närbesläktade genrer som hardcore techno, jumpstyle och hardtrance. Många stora hardstyleartister uppträder där årligen.
Varje upplaga av festivalen har en slogan och en hymn, en officiell låt som spelas i samband med festivalen, i reklam och liknande.

## Editioner

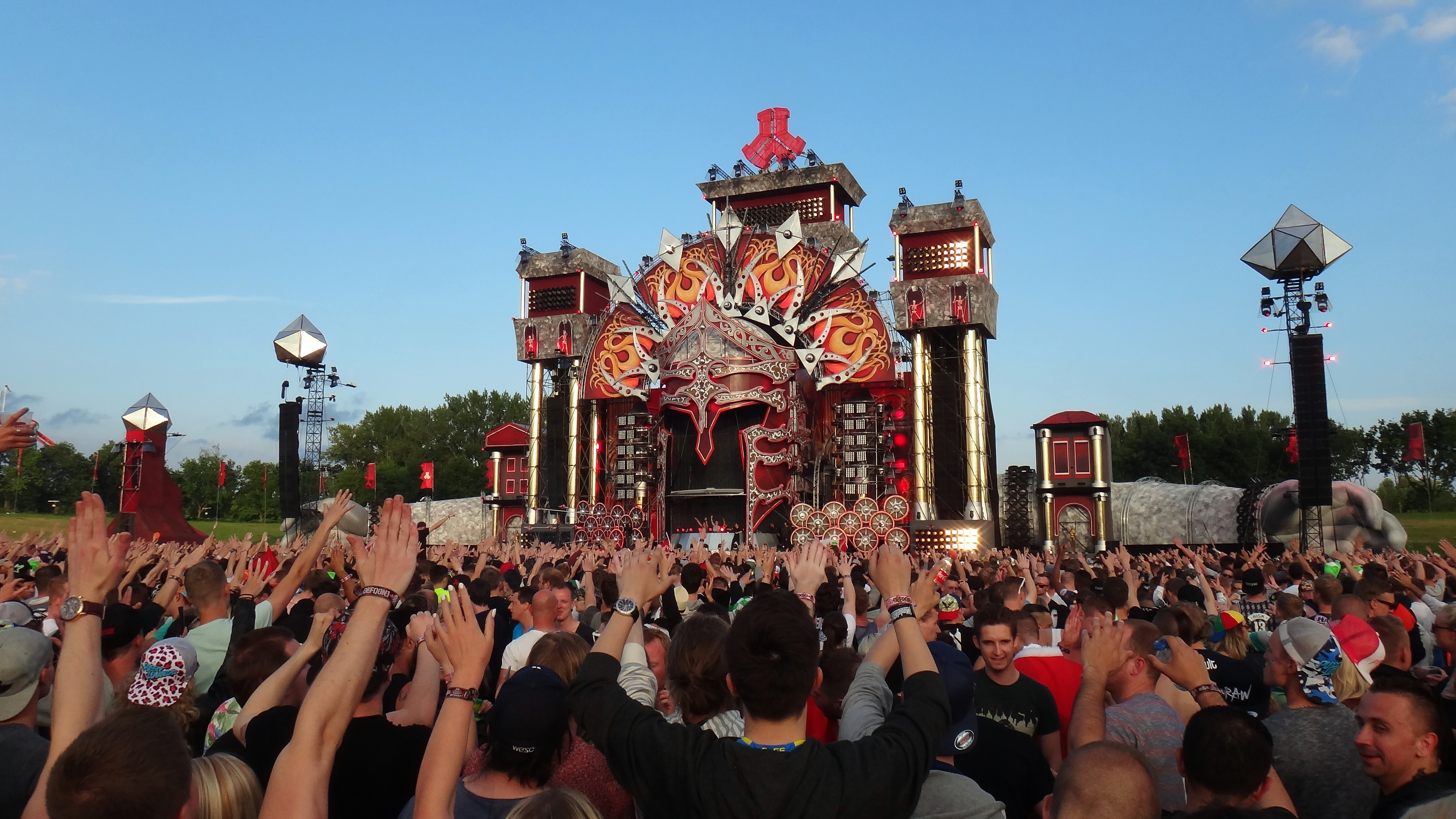
Den stora scenen Red stage vid Defqon.1 2015.

Den ursprungliga festivalen var en endagsfestival som ägde rum i mitten av juni på Almeerderstrand i Almere. 2011 flyttade festivalen till Biddinghuizen i Dronten. 2012 utökades den till två dagar, och 2013 till tre dagar, under namnet Defqon.1 Weekend Festival. Huvuddelen av festivalen pågår på lördagen, och avslutas traditionellt med fyrverkerier. Festivalen börjar dock redan på fredag kväll, och avslutas på söndag kväll med en andra avslutningsshow.
Antalet besökare hade 2010 växt till 40 000, och 2015 till 80 000.
Sedan 2009 arrangeras en festival även i mitten av september i Sydney, Defqon.1 Festival – Australia.
I december 2015 hölls den första festivalen i Chiles huvudstad Santiago, Defqon.1 Festival – Chile.

## Festivalhistorik

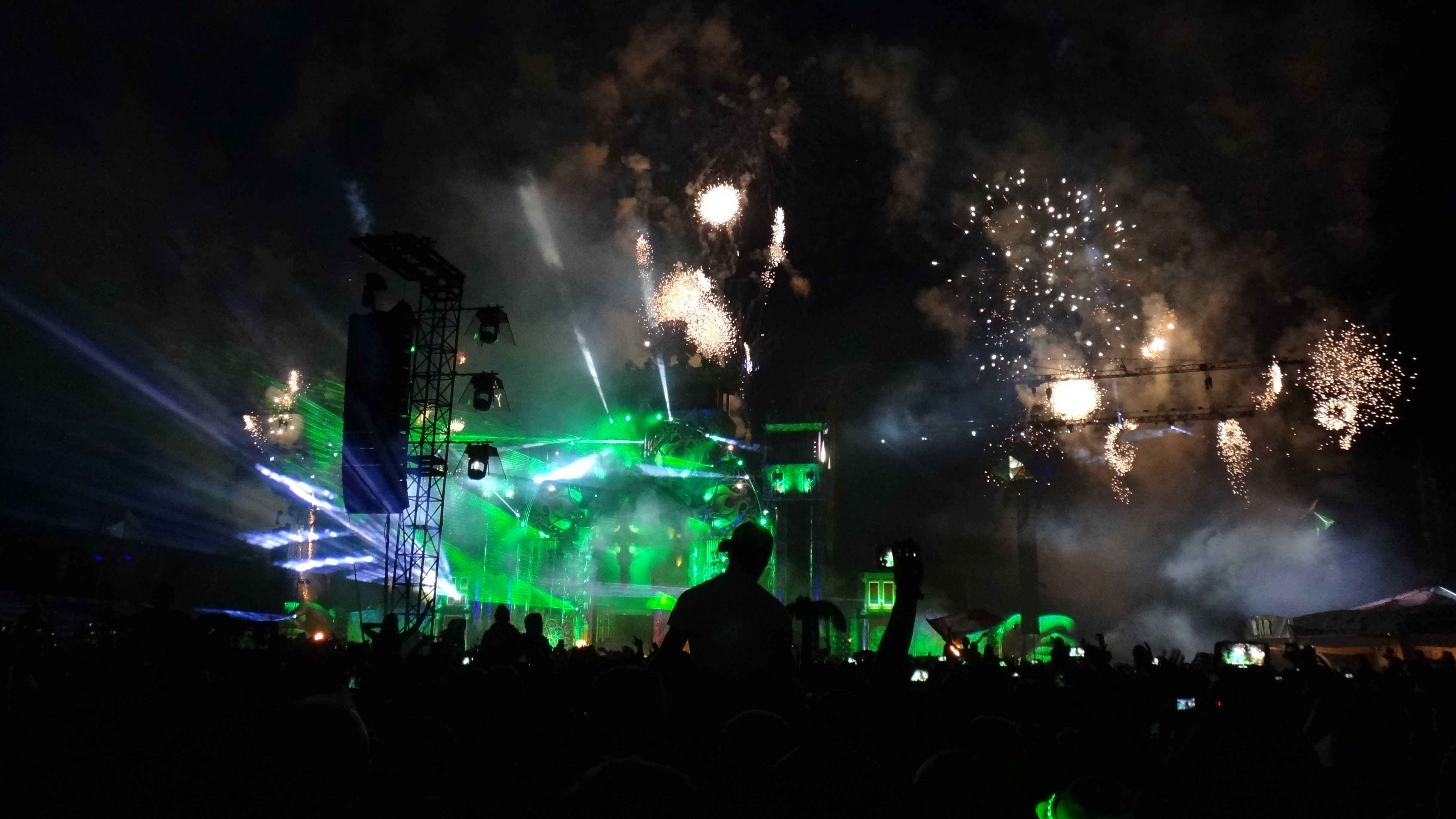
Ljus och fyrverkerier vid avslutningsshowen den 20 juni 2015.

Se vidare Lista över artister som har spelat på Defqon.1.
| År   | Plats                                | Anthem                                                        | Antal artister | Datum           |
| ---- | ------------------------------------ | ------------------------------------------------------------- | -------------- | --------------- |
| 2003 | Almere                               | ingen Anthem                                                  | 48             | 14 juni         |
| 2004 | Almere                               | ingen Anthem                                                  | 79             | 19 juni         |
| 2005 | Almere                               | Emergency Call (The Prophet)                                  | 85             | 18 juni         |
| 2006 | Almere                               | The Colour of the Harder Styles (Showtek)                     | 103            | 17 juni         |
| 2007 | Almere                               | Get Wasted (Brennan Heart)                                    | 124            | 16 juni         |
| 2008 | Almere                               | Biological Insanity (Luna & Deepack)                          | 119            | 14 juni         |
| 2009 | Almere                               | Scrap Attack (Headhunterz)                                    | 104            | 13 juni         |
| 2009 | Sydney                               | Maximum Force (Zany)                                          | 52             | 19 september    |
| 2010 | Almere                               | No Time To Waste (Wildstylez)                                 | 115            | 12 juni         |
| 2010 | Sydney                               | Save Your Scrap for Victory (Headhunterz)                     | 72             | 18 september    |
| 2011 | Walibi Park, Biddinghuizen           | Unite (Noisecontrollers)                                      | 127            | 25 juni         |
| 2011 | Sydney                               | Psychedlic Wasteland (Toneshifterz)                           | 72             | 19 september    |
| 2012 | Evenemententerrein, Biddinghuizen    | World of Madness (Headhunterz, Wildstylez & Noisecontrollers) |                | 21–24 juni      |
| 2012 | Sydney                               | True Rebel Freedom (Wildstylez)                               |                | 14–15 september |
| 2013 | Evenemententerrein, Biddinghuizen    | Weekend Warriors (Frontliner)                                 | 312            | 21–23 juni      |
| 2013 | International Regatta Centre, Sydney | Scrap the System (Brennan Heart)                              |                | 14 september    |
| 2014 | Evenemententerrein, Biddinghuizen    | Survival of the Fittest (Coone)                               |                | 27–29 juni      |
| 2014 | International Regatta Centre, Sydney | Unleash the Beast (Code Black)                                |                | 20 september    |
| 2015 | Evenemententerrein, Biddinghuizen    | No Guts, No Glory (Ran-D)                                     | >250           | 19–21 juni      |
| 2015 | International Regatta Centre, Sydney | No Guts, No Glory (Frontliner, Dillytek & 360)                |                | 18–19 september |
| 2015 | Centro de Eventos Munich, Santiago   | Unleash the Beast (Wildstylez)                                |                | 12 december     |
| 2016 | Evenemententerrein, Biddinghuizen    | Dragonblood (Bass Modulators)                                 |                | 24–26 juni      |
| 2016 | International Regatta Centre, Sydney | Dragonblood                                                   |                | 17 september    |
| 2016 | Centro de Eventos Munich, Santiago   | Dragonblood (Frontliner)                                      |                | 10 december     |
| 2017 | Evenemententerrein, Biddinghuizen    | Victory Forever (Frequencerz)                                 |                | 23–25 juni      |
| 2017 | International Regatta Centre, Sydney | Eye of the Storm (D-Block & S-te-Fan)                         |                | 16 september    |
| 2018 | Evenemententerrein, Biddinghuizen    | Maximum Force (Project One)                                   |                | 22-24 juni      |
| 2018 | International Regatta Centre, Sydney | Dedicated To The Core (Coone)                                 |                | 15 september    |
| 2019 | Evenemententerrein, Biddinghuizen    | One Tribe (Phuture Noize, Keltek, Sefa)                       |                | 28-30 juni      |
| 2020 | Evenemententerrein, Biddinghuizen    | Primal Energy (D-Block & S-te-Fan)                            |                | 26-28 juni      |

## Galleri

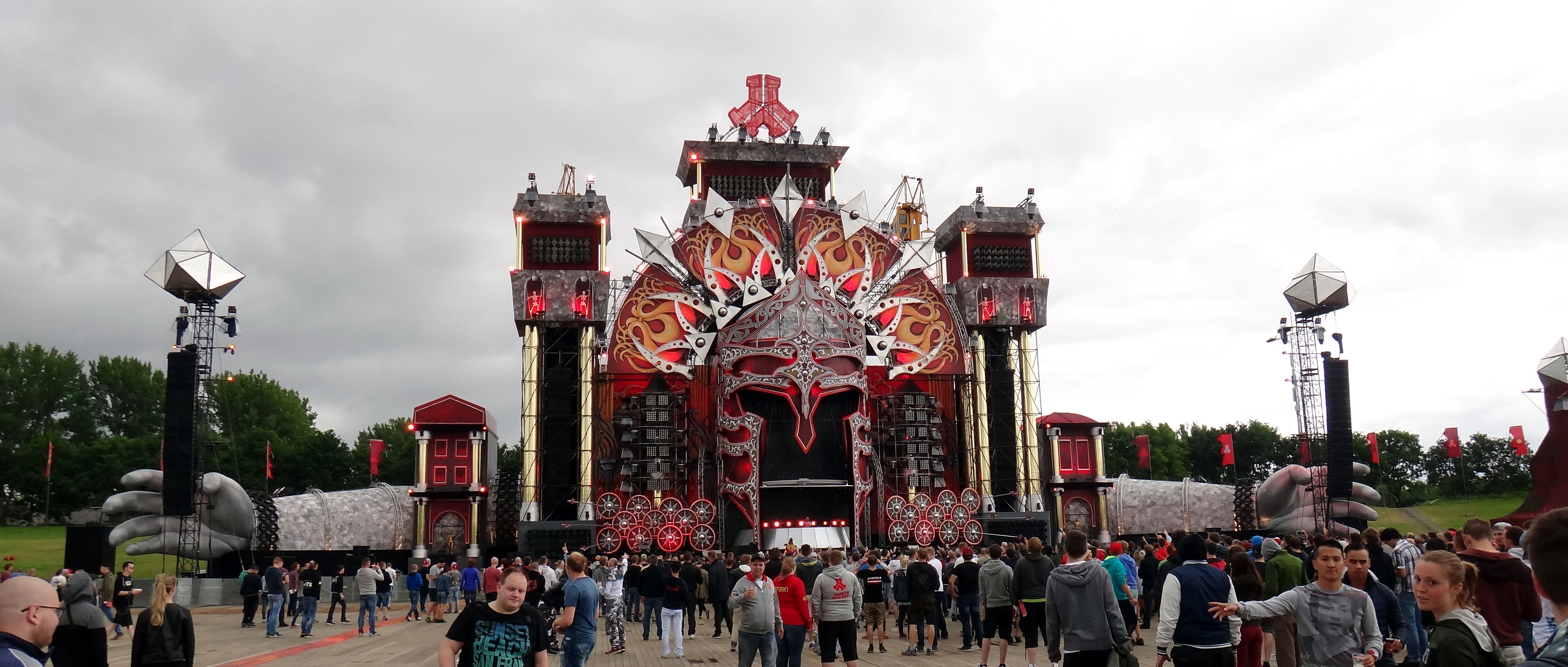
Den stora scenen Red stage vid Defqon.1 2015.
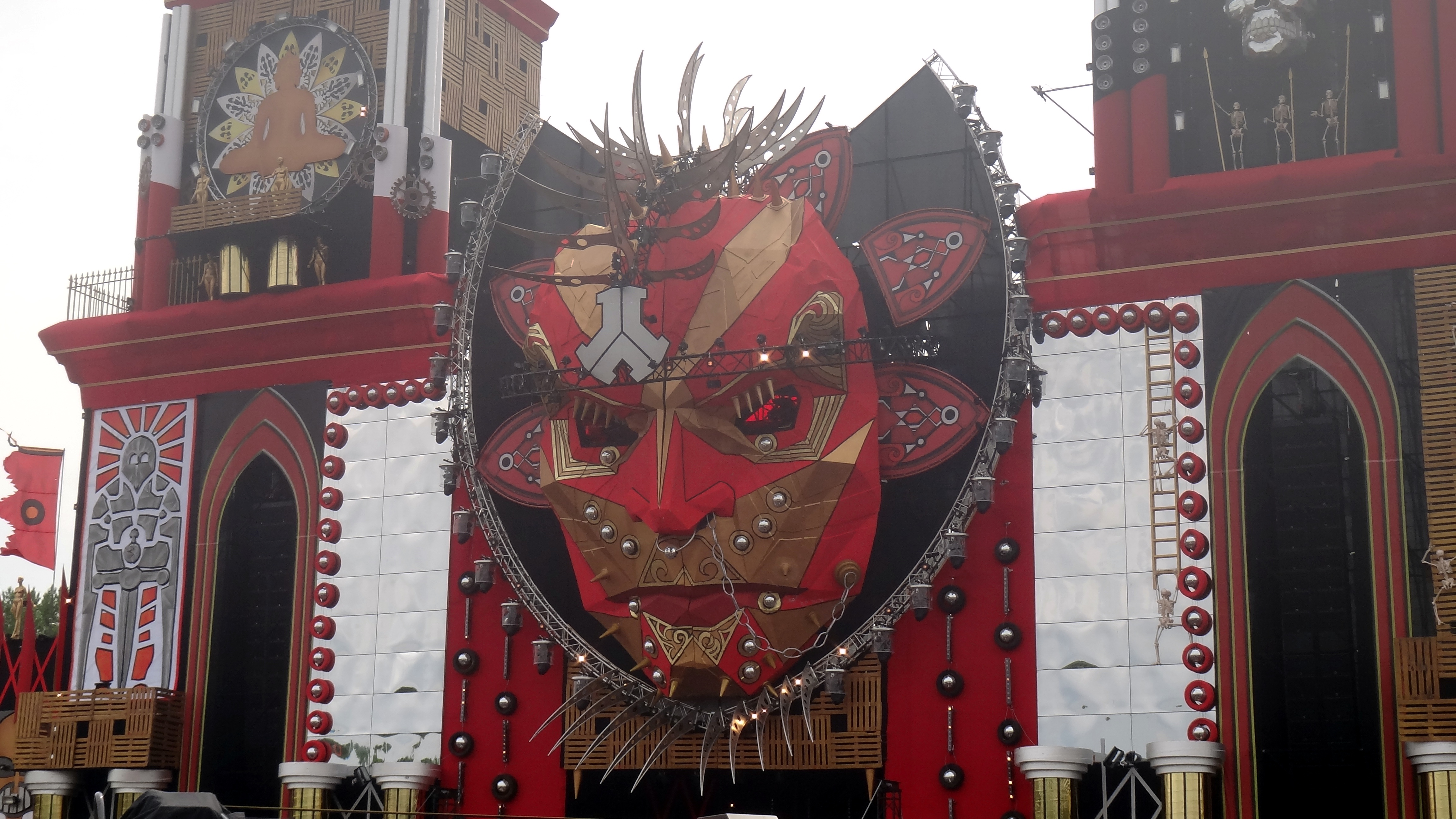
Närbild på Red stage vid Defqon.1 2014.